# Henri Mathy
Henri Mathy (parfois appelé Henry Mathy), né à Landen en 1897, et mort à Bruxelles en 1978, est un peintre belge de figures et de paysages.

## Biographie
Henri Mathy suit des cours de dessin à Verviers, puis à Anvers.
Engagé pendant la Première Guerre mondiale, il dessine des paysages de la Flandre dévastée par le conflit. Il poursuit sa formation après la guerre, et se montre notamment influencé par Eugène Laermans et Anto Carte. Il consacre alors son œuvre aux paysages ruraux du Brabant et du Borinage, ainsi qu'aux artisans et aux paysans au travail. Ses compositions sont souvent ensoleillées, et ses personnages, bien que fréquemment représentés au travail, paraissent respirer un certain bonheur de vivre. Son style, très caractéristique, présente des personnages anguleux, avec d'épais empâtements.
Pendant la Deuxième Guerre mondiale, Henri Mathy va exposer plusieurs fois en Allemagne (Düsseldorf, Wuppertal-Elberfeld), comme de nombreux artistes belges : Jos Albert, Marcel Delmotte, Georges Wasterlain, , etc. Pendant cette période, il est vice-président de la chambre Arts plastiques de la FAWBEF (Fédération des artistes wallons et belges d'expression française).
Henri Mathy a également été illustrateur. Il a notamment illustré des poèmes d'Emile Verhaeren et des œuvres en prose de Camille Lemonnier.
Durant sa carrière, il principalement exposé en France et en Belgique. Sa première exposition personnelle est ainsi organisée à la Galerie Nouvelle (Paris), en 1929. En 1989, onze ans après sa mort, la Galerie Bortier, à Bruxelles, lui a consacré une rétrospective